# Šachové kameny
Šachové kameny jsou hrací kameny v šachách. Kameny vyšší hodnoty (tj. všechny kromě pěšce) se nazývají figury.

## Popis šachových figur a kamenů
Rozlišování na figury a kameny není v české šachové literatuře důsledné, pěšci se někdy nepřesně zahrnují do figur. Šachový svaz ČR zásadně v překladu oficiálních pravidel šachu používá slovo kámen a slovu figura se vyhýbá (ve slovníčku je jako nejednoznačný termín). Figury se liší svou hodnotou a způsobem, jakým táhnou. Podle standardních pravidel má každý hráč na začátku hry následující kameny:
- 1 král
- 1 dáma
- 2 věže
- 2 střelci (jednoho na černém poli a jednoho na bílém poli)
- 2 jezdci
- 8 pěšců

Jeden hráč hraje s černými (tmavými) kameny, druhý hráč má bílé (světlé). V šachových hádankách a hlavolamech nebo v netradičních variantách šachové hry mohou existovat i jiné kombinace kamenů. Každý typ šachového kamene má svůj vlastní způsob, jakým se po šachovnici pohybuje.
Mezinárodní šachová federace (FIDE) má svůj standard pro fyzické provedení šachových kamenů použitelných pro jí organizované soutěže. Mají být ze dřeva, plastu nebo mají napodobovat tyto materiály. „Černé“ kameny mají být hnědé, černé nebo tmavého odstínu těchto barev. „Bílé“ kameny mají být bílé, krémové nebo jiné světlé barvy. K tomu mohou sloužit i přirozené barvy dřeva. FIDE pro své soutěže doporučuje styl Staunton. Kameny musí být snadno rozlišitelné, především král a dáma musí mít jasně rozlišitelnou horní část a hlavička střelce se od pěšce liší zářezem nebo odlišnou barvou. Hmotnost kamenů je podřízena pohodlnému provedení tahů a stabilitě. Roli hraje i estetické hledisko, kameny mají působit příjemným dojmem a nemají hráče obtěžovat přílišným leskem.
Doporučená výška kamenů: král 9,5 cm, dáma 8,5 cm, střelec 7 cm, jezdec 6 cm, věž 5,5 cm a pěšec 5 cm. Průměr základny má činit 40–50 % výšky figury. Velikosti se mohou lišit až o 10 %, ale pořadí velikostí musí být dodrženo. Pole šachovnice má být široké dvojnásobek průměru základny pěšce, tedy 5–6 cm.
Tento standard platí pro soutěže FIDE. V ostatních soutěžích (které se např. nezapočítávají do ratingu Elo FIDE) mají pořadatelé volnost, i když jsou z členské federace FIDE. Kromě toho federace podporuje výrobu uměleckých sad bez ohledu na praktičnost.

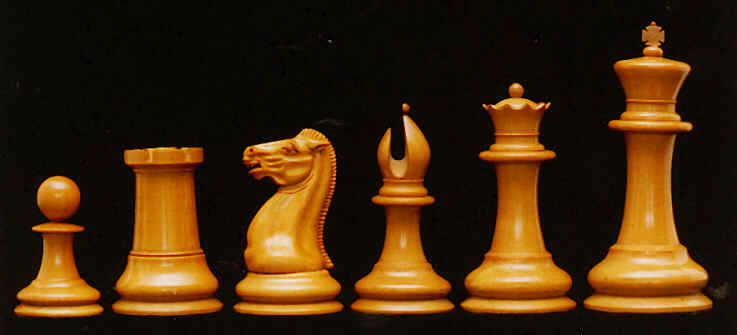
Šachové kameny – zleva doprava: pěšec, věž, jezdec, střelec, dáma a král
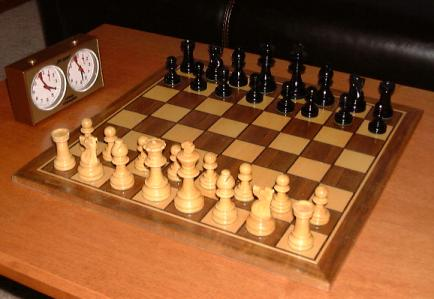
Šachové kameny v základním postavení na šachovnici společně s šachovými hodinami
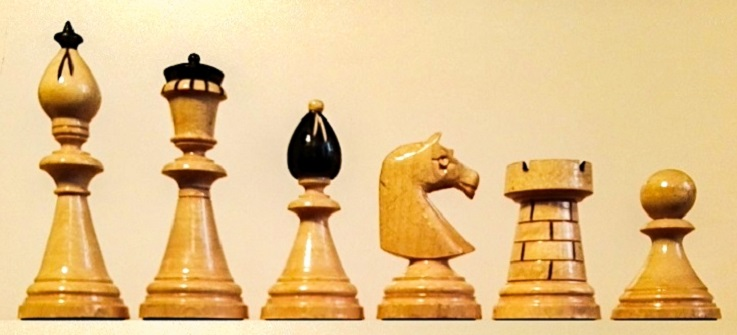
České klubovky od Bohuslava Schnircha

### Názvy šachových kamenů v různých jazycích
| Jazyk             | Král | Král     | Dáma | Dáma         | Věž | Věž      | Střelec | Střelec     | Jezdec | Jezdec    | Pěšec       | Pěšec |
| Jazyk             | ♔ ♚  | ♔ ♚      | ♕ ♛  | ♕ ♛          | ♖ ♜ | ♖ ♜      | ♗ ♝     | ♗ ♝         | ♘ ♞    | ♘ ♞       | ♙ ♟         | ♙ ♟   |
| ----------------- | ---- | -------- | ---- | ------------ | --- | -------- | ------- | ----------- | ------ | --------- | ----------- | ----- |
| Afrikánština      | ?    | Koning   | ?    | Dame         | ?   | Toring   | ?       | Loper       | ?      | Ruiter    | Pion        |       |
| Angličtina        | K    | King     | Q    | Queen        | R   | Rook     | B       | Bishop      | N      | Knight    | Pawn        |       |
| Arabština         | ?    | الملك    | ?    | الوزير       | ?   | القلعة   | ?       | الفيل       | ?      | الحصان    | البيدق      |       |
| Bulharština       | ?    | Цар      | ?    | Царица, Дама | ?   | Топ      | ?       | Офицер      | ?      | Кон       | Пешка       |       |
| Čeština           | K    | Král     | D    | Dáma         | V   | Věž      | S       | Střelec     | J      | Jezdec    | Pěšec       |       |
| Čínština          | ?    | 王       | ?    | 后           | ?   | 車       | ?       | 象          | ?      | 馬        | 兵          |       |
| Chorvatština      | ?    | Kralj    | ?    | Kraljica     | ?   | Top      | ?       | Lovac       | ?      | Skakač    | Pješak      |       |
| Dánština          | ?    | Konge    | ?    | Dronning     | ?   | Tårn     | ?       | Løber       | ?      | Springer  | Bonde       |       |
| Esperanto         | R    | Reĝo     | D    | Damo         | T   | Turo     | K       | Kuriero     | Ĉ      | Ĉevalo    | Peono       |       |
| Finština          | K    | Kuningas | D    | Kuningatar   | T   | Torni    | L       | Lähetti     | R      | Ratsu     | Sotilas     |       |
| Francouzština     | R    | Roi      | D    | Dame         | T   | Tour     | F       | Fou         | C      | Cavalier  | Pion        |       |
| Hebrejština       | מ    | מלך      | מה   | מלכה         | צ   | צריח     | ר       | רץ          | פ      | פרש       | רגלי        |       |
| Indonéština       | R    | Raja     | M    | Mesa         | B   | Benteng  | G       | Menteri     | K      | Kuda      | Pion        |       |
| Interlingua       | R    | Rege     | G    | Regina       | T   | Turre    | E       | Episcopo    | C      | Cavallo   | Pedon       |       |
| Islandština       | K    | Kóngur   | D    | Drottning    | H   | Hrókur   | B       | Biskup      | R      | Riddari   | Peð         |       |
| Italština         | R    | Re       | D    | Donna        | T   | Torre    | A       | Alfiere     | C      | Cavallo   | Pedone      |       |
| Japonština        | ?    | キング   | ?    | クイーン     | ?   | ルーク   | ?       | ビショップ  | ?      | ナイト    | ポーン      |       |
| Kannadština       | ?    | ರಾಜ       | ?    | ಮ೦ತ್ರಿ         | ?   | ಆನೆ       | ?       | ಒ೦ಟೆ         | ?      | ಕುದುರೆ       | ಪದಾತಿ         |       |
| Katalánština      | R    | Rei      | D    | Reina        | T   | Torre    | A       | Alfil       | C      | Cavall    | Peó         |       |
| Latina            | ?    | Rex      | ?    | Regina       | ?   | Rochus   | ?       | Alfīnus     | ?      | Eques     | Pedes       |       |
| Litevština        | K    | Karalis  | D    | Dāma         | T   | T'ornis  | L       | Laidnis     | Z      | Zirdziņš  | Bandinieks  |       |
| Lotyština         | K    | Karalius | V    | Valdovė      | B   | Bokštas  | R       | Rikis       | Ž      | Žirgas    | Pėstininkas |       |
| Lucemburština     | ?    | Kinnek   | ?    | Damm         | ?   | Tuerm    | ?       | Leefer      | ?      | Päerd     | Bauer       |       |
| Maďarština        | K    | Király   | V    | Vezér        | B   | Bástya   | F       | Futó        | L      | Ló        | Gyalog      |       |
| Němčina           | K    | König    | D    | Dame         | T   | Turm     | L       | Läufer      | S      | Springer  | Bauer       |       |
| Nizozemština      | K    | Koning   | D    | Dame         | T   | Toren    | L       | Loper       | P      | Paard     | Pion        |       |
| Norština (bokmål) | K    | Konge    | D    | Dronning     | T   | Tårn     | L       | Løper       | P      | Springer  | Bonde       |       |
| Polština          | K    | Król     | H    | Hetman       | W   | Wieża    | G       | Goniec      | S      | Skoczek   | Pion        |       |
| Portugalština     | R    | Rei      | D    | Dama         | T   | Torre    | B       | Bispo       | C      | Cavalo    | Peão        |       |
| Rumunština        | ?    | Rege     | ?    | Regină       | ?   | Turn     | ?       | Nebun       | ?      | Cal       | Pion        |       |
| Ruština           | Кр   | Король   | Ф    | Ферзь        | Л   | Ладья    | С       | Слон        | К      | Конь      | Пешка       |       |
| Řečtina           | Ρ    | Βασιλιάς | Β    | Βασίλισσα    | Π   | Πύργος   | Α       | Αξιωματικός | Ι      | Ίππος     | Πιόνι       |       |
| Slovenština       | K    | Kráľ     | D    | Dáma         | V   | Veža     | S       | Strelec     | J      | Jazdec    | Pešiak      |       |
| Slovinština       | K    | Kralj    | D    | Dama         | T   | Trdnjava | L       | Lovec       | S      | Skakač    | Kmet        |       |
| Srbština          | ?    | Краљ     | ?    | Краљица      | ?   | Топ      | ?       | Ловац       | ?      | Скакач    | Пешак       |       |
| Španělština       | R    | Rey      | D    | Dama         | T   | Torre    | A       | Alfil       | C      | Caballo   | Peón        |       |
| Švédština         | ?    | Kung     | ?    | Dam          | ?   | Torn     | ?       | Löpare      | ?      | Springare | Bonde       |       |
| Turečtina         | ?    | Şah      | ?    | Vezir        | ?   | Kale     | ?       | Fil         | ?      | At        | Piyon       |       |
| Ukrajinština      | ?    | Король   | ?    | Королева     | ?   | Тура     | ?       | Слон        | ?      | Кінь      | Пішак       |       |
| Vietnamština      | V    | Vua      | H    | Hậu          | X   | Xe       | T       | Tượng       | M      | Mã        | Tốt         |       |